# 伊藤昌一
伊藤 昌一（いとう まさかず、1953年2月14日 - ）は、日本の男性俳優、声優。山形県出生、新潟県出身。身長175cm、体重60kg。演劇集団 円（円企画）所属。

## 人物
新潟県立村松高等学校卒業。
特技は新潟弁。声種はハイバリトン。

## 出演

### 舞台
- あらしのよるに
- あわれ彼女は娼婦（ドナード）
- おばけリンゴ
- ジュリアス・シーザー
- SHOCK
- 宙をつかむ
- 夏ノ方舟
- ベニスの商人
- マイ・フェア・レディ・イライザ
- 夜叉ヶ池
- 錬金術師

### テレビドラマ
- 刑事たちの夏
- 土曜ワイド劇場（テレビ朝日・朝日放送）
  - 「松本清張の溺れ谷」（1983年）
  - 「タクシードライバーの推理日誌6」（1995年）
- 星雲仮面マシンマン（1984年） - 怪人マリオン 役
- 豆腐屋直次郎の裏の顔 第2話「美人が隠した二億四千万」（1992年7月14日、朝日放送 / アズバーズ） - 小磯
- 月曜ドラマスペシャル
  - 「刑事・野呂盆六1」（1993年） - 塚原登 役
  - 「弁護士高見沢響子2」（1999年） - 友田刑事 役
- 火曜サスペンス劇場（日本テレビ）
  - 「弁護士・高林鮎子12」（1993年） - 増田年男 役
  - 「松本清張スペシャル・内海の輪」（2001年） - 長谷記者
  - 「下町・銭湯騒動記4」
- 事件・市民の判決（1996年、TX）
- 新選組血風録（1998年） - 湯沢藤次郎 役
- はぐれ刑事純情派（テレビ朝日）
  - 第12シリーズ（1999年） - 平戸政雄 役
  - （2001年） - 山下正之 役
- 壬生義士伝（2002年） - 篠原泰之進 役
- GOOD LUCK!!（2003年） - 白石整備部長 役
- こちら本池上署（2003年） - 黒部亮一 役
- 女と愛とミステリー
  - 「検察官キソガワ」（2005年） - 相馬克哉 役
  - 「京女刑事・真行寺メイ2」（2005年） - 金村誠 役
- 純情きらり（2006年） - 篠原先生 役
- 大河ドラマ（NHK総合）
  - 信長 KING OF ZIPANGU（1992年） - 朝倉景恒 役
  - 平清盛（2012年） - 千葉常胤 役
- 夜間検証
- 風になりたい
- ドクター小石の事件カルテ（2004 - 2009年） - 寺島登 役
- 十津川刑事の肖像2（2010年） - 田坂耕造 役
- 特上カバチ!! 第9話
- 土曜時代劇「咲くやこの花」最終話
- ATARU（2012年5月27日、TBS）

### 映画
- 縄姉妹奇妙な果実（1984年、にっかつ）
- 不純な関係（1984年、にっかつ）
- 噛む女（1988年、シネ・ロツポニカ）
- 極道記者（1993年、大映）
- 新・極道記者 逃げ馬伝説（1996年、パル企画）
- ドラッグストア・ガール（2003年、松竹）

### テレビアニメ
- MASTERキートン（1998年、日本テレビ） - マフィアD
- OVERMANキングゲイナー（2002年、WOWOW）
- CLUSTER EDGE（2005年、テレビ東京） - 金貸
- ゴルゴ13（2008年、テレビ東京） - スタインベック
- うさぎドロップ（2011年、フジテレビ） - 河地健二
- テラフォーマーズ（2014年、TOKYO MX） - 会長
- 名探偵コナン（2024年、日本テレビ） - 浮島賢造

### OVA
- 銀河英雄伝説外伝 奪還者（2000年） - アーベントロート

### 劇場アニメ
- 名探偵コナン 沈黙の15分（2011年、東宝） - 北ノ沢村役場の職員
- おおかみこどもの雨と雪（2012年、東宝）

### 吹き替え

#### 洋画
- アメリカン・ソルジャーズ2
- ウインドトーカーズ ※テレビ朝日版
- 運命の女
- エイリアン3 完全版 - モース
- エリザベス1世 〜愛と陰謀の王宮〜
- ジェニファーの明日 あなたを抱きしめさせて - スコット ※NHK版
- 実験室KR-13 - ドクター・フィリップス
- トゥームレイダー2 - キャロウェイ捜査官 ※テレビ朝日版
- ハーモニーベイの夜明け（ニッコ）
- フランダースの犬（ギャガ・コミュニケーションズ）

#### 海外ドラマ
- クリスマス・マジック プレゼントはお天気マシーン（2000年） - エドウィン・ハトレイ
- 私はケイトリン（2001年） - スタン・ピーターソン
- ミッシング -サイキック捜査官- - ジョン・ポロック
  - 第2シーズン（2004年）
  - 第3シーズン（2005年）
- 名探偵モンク3（2006年、NHK-BS2）
  - 名探偵モンク6（2009年、NHK-BS2）
- ドクター・フー（2006年、NHK-BS2） - アンジェロ
- マーニーと魔法の書（2007年、NHK教育） - エドウィン〈ワシ〉
- チャームド 〜魔女3姉妹〜 シーズン5、シーズン7（2008年・2010年、AXN）
- ホテル・バビロン（2008年、NHK-BS2） - リンテン
- コールドケース5（2009年、WOWOW）
- ライ・トゥ・ミー 嘘は真実を語る（2009年） - マニー・トリロ
- マードック・ミステリー 〜刑事マードックの捜査ファイル〜
- ローマ警察殺人課アウレリオ・ゼン 3つの事件（2011年、WOWOW）
- HAWAII FIVE-0（2011年、AXN） - ダービー
- 名探偵ポワロ オリエント急行の殺人（2012年、NHK BSプレミアム） - ザビエール・ブーク

#### 海外アニメ
- ワンス・アポン・ア・スタジオ -100年の思い出-（2023年、マッドハッター）

### ラジオドラマ
- FMシアター「満月の夜」

### PV
- くるみ（Mr.Childrenトイズファクトリー）

### その他コンテンツ
- 東京ディズニーランド「ドリーミング・アップ!」（マッドハッター）
- 東京ディズニーランド「イッツ・ア・スウィーツフルタイム！」（マッドハッター）